# Фадеев, Айгар
Айгар Фадеев (латыш. Aigars Fadejevs; 27 декабря 1975, Валка — 17 декабря 2024) — латвийский легкоатлет.
Завоевал серебряную медаль в спортивной ходьбе на 50 км на Олимпийских играх 2000 года. В 1998 году выиграл серебро чемпионата Европы в Будапеште на дистанции 20 км.
Умер 17 декабря 2024 года в возрасте 48 лет.